# Priscillia Ludosky
Priscillia Ludosky, née le 4 novembre 1985 à Clamart, est une militante française, connue pour être une des initiatrices et une figure du mouvement des Gilets jaunes.
Le 29 mai 2018, elle publie une pétition en ligne sur la hausse de la taxe sur les carburants en vue de dénoncer les inégalités sociales. Cette pétition, qui connaît un grand succès médiatique à l'automne 2018, signée par plus d'un million de personnes et attirant l'attention de nombreux journaux, comme Le Parisien, est l'un des éléments déterminants dans l'initiation du mouvement de protestation des gilets jaunes.
Priscillia Ludosky tient sa légitimité dans le mouvement des gilets jaunes de la notoriété qu'a atteint sa pétition du 29 mai 2018, ainsi que de son engagement ultérieur au sein du mouvement. Bien qu'elle ait été contactée par des partis politiques, elle refuse d'en rejoindre un, suivant en cela les principes de nombreux membres du mouvement, qui se déclarent apartisans.

## Biographie
Priscillia Ludosky est née le 4 novembre 1985,, de parents originaires de Martinique,,,, s'étant installés en France métropolitaine dans les années 1980. En 2016, après avoir travaillé pour BNP Paribas pendant onze ans,,,, elle fonde une entreprise de vente de produits cosmétiques, Fall in Cos'. Elle vit à Savigny-le-Temple,,, où elle gère une petite boutique, ainsi que son commerce en ligne fondé sur la vente de cosmétiques bio et de produits d'aromathérapie,,,,,.
Elle milite également pour plusieurs causes environnementalistes, dont la fin des voitures à essence. Les membres du mouvement des gilets jaunes louent son calme et ses qualités de communicante.
En décembre 2018, un sondage de Paris Match la désigne « femme de l'année ».
Restée longtemps partisane de l'abstention et du vote blanc, elle annonce son intention de voter pour Jean-Luc Mélenchon la veille du premier tour de l'élection présidentielle française de 2022. Au second tour, elle refuse de choisir entre Emmanuel Macron et Marine Le Pen, déclarant : « Je ne vote pas pour une personne qui a mutilé des gens et nous a traité comme des moins que rien pendant 5 ans. Je ne vote pas pour une personne qui considère que mon lieu de vie est une "Zone de Non France". ».
Lors des élections européennes de 2024, elle est présente sur la liste des Écologistes, en 9e position mais n'est pas élue, la liste n'obtenant que 5 postes.

## Actions au sein du mouvement des Gilets jaunes
Priscillia Ludosky est l'une des premières personnes impliquées dans le mouvement des Gilets jaunes,, par la rédaction et la publication le 29 mai 2018  d'une pétition en ligne sur la nécessité d'une « baisse des taxes sur les produits de première nécessité, la mise en place du référendum d'initiative citoyenne, la baisse des rentes et des salaires des hauts fonctionnaires et des élus »,,. La pétition ne rencontre initialement que peu de succès,. En septembre 2018, souhaitant attirer plus d'attention sur sa pétition, elle commence à démarcher les réseaux sociaux et les médias et obtient que le journal Le Parisien s'y intéresse.
Éric Drouet, cherchant plus de soutien pour une protestation contre l'augmentation du prix du fioul, rejoint Priscillia Ludosky en octobre 2018,. Tous les deux appellent à une première manifestation le 17 novembre  2018, alors que sa pétition obtient près d'un million de signatures. Le 27 novembre, elle rencontre le ministre de la Transition écologique et solidaire François de Rugy en compagnie d'autres figures de proue du mouvement,.
En décembre 2018, Emmanuel Macron répond à la pétition. Priscillia Ludosky critique la lenteur et la nature partielle de la réponse. À la suite de l'« acte II » du mouvement (la deuxième manifestation du 24 novembre 2018), elle critique la réponse de la police aux protestations. À l'occasion de plusieurs des manifestations qui suivent, elle participe à des cortèges secondaires hors de Paris, comme à Marseille le 9 décembre 2018, au Boulou le 22 décembre 2018 et à Bourges le 12 janvier 2019,. De cette façon, elle entend exprimer l'idée que les problèmes énoncés dans la pétition touchent toute la France, et pas seulement l'agglomération parisienne.
Le 14 janvier 2019, Priscillia Ludosky annonce sur Facebook qu'elle prend ses distances vis-à-vis d'Éric Drouet,,,,. Les deux militants s'affrontent autour du nom des groupes Facebook qui les hébergent,, Priscillia Ludosky affirmant qu'Éric Drouet l'aurait menacée, et désirant avoir la liberté de critiquer librement son comportement,.
Le 16 janvier 2019, elle assiste à une réunion du Conseil économique, social et environnemental qu'elle juge productive.
Après la manifestation du samedi 19 janvier, une mobilisation des femmes Gilets jaunes a lieu le dimanche 20 janvier et réunit des centaines de participantes à Paris, Bordeaux, et Toulouse. Elles veulent montrer l'implication des femmes dans le mouvement, et par là donner à celui-ci plus de légitimité. Ludosky participe à la marche des femmes à Paris, et y déclare : « C'est un magnifique message pour dire que les femmes ont le droit de s'exprimer elles-mêmes sur les problèmes sociaux ».
Le 16 février, Priscillia Ludosky participe à la manifestation à Castres et exprime durant une interview son souhait que les manifestations du samedi continuent, même si l'affluence diminue progressivement. Elle estime également que les violences durant les marches ont troublé le message des gilets jaunes, et déclare : « Il ne faut pas bloquer pour bloquer. Je continue à soutenir les manifestations du samedi, mais nous ne devons pas nous limiter à cela. D'autres initiatives sont possibles, par exemple de mettre la pression sur de grandes entreprises qui ne paient pas leurs impôts, impôts qui permettraient la réduction de la TVA sur les biens essentiels, qui est l'une de nos revendications. ». 
Le 25 février, elle dénonce au micro du Média les « tentatives de récupérations fatigantes » du mouvement des Gilets jaunes émanant notamment de La France insoumise. 
Le 16 novembre 2019, à l'issue du Vrai Débat, sont ressorties 59 propositions, que quatre figures du mouvement des Gilets jaunes, dont Priscillia Ludosky et Jérôme Rodrigues, ont voulu remettre à Emmanuel Macron le 16 novembre 2019, date anniversaire de leur mouvement, estimant que leurs revendications n'avaient pas été prises en compte. Les propositions comportent quatre thèmes principaux : la « transformation profonde du système politique », le « renforcement du service public », la « justice fiscale » et une « écologie solidaire, accessible ».

## Chez les Gilets Citoyens
Sans abandonner ses activités dans ce qui subsiste du mouvement des Gilets Jaunes, Priscillia Ludosky fait partie du Cercle de confiance des Gilets Citoyens. Il s'agit d'un collectif informel créé en janvier 2019 dans le contexte du mouvement social des Gilets Jaunes, du Grand Débat et des marches pour le climat. Les Gilets Citoyens sont à l'initiative d'une lettre ouverte du 23 janvier 2019 à Emmanuel Macron dont le résultat fut la création de la Convention citoyenne pour le climat.
Depuis 2020, Priscillia Ludosky est responsable communication et documentation de l'association Démocratie ouverte.
En 2022 elle rejoint l'Académie des futurs leaders, une école de formation en politique, projet d'Alice Barbe.

## Publications
- avec Maxime Souque et David Prost, Des revendications 100 % citoyennes passées sous silence par le Gouvernement, Paris, Books on Demand (auto-édition), 2019, 60 p. (ISBN 978-2-322-04114-5, BNF 45770307, lire en ligne)
- En France, donner son avis peut coûter cher, Paris, Books on Demand (auto-édition), 2019, 128 p. (ISBN 978-2-322-10360-7, BNF 45825674)
- avec Marie Toussaint, Ensemble, nous demandons justice, pour en finir avec les violences environnementales, Massot éditions, 2020, 224 p. (ISBN 978-2-38035-248-1)
- Chronologie : Comment la France a-t-elle géré la crise sanitaire ? #Covid19, Books on Demand (auto-édition), 2021, 458 p. (ISBN 978-2-322-21770-0)